# Octineon
Octineon Moseley in Fowler, 1894 è un genere di celenterato antozoo nella superfamiglia Metridioidea dell'ordine Actiniaria. È l'unico genere della famiglia Octineonidae .

## Descrizione
Octineon ha una base a forma di disco piatto com un ampio pedale senza muscoli basilari e corpo conico, la cui parte superiore è spesso sollevata come un cilindro da quella inferiore. La colonna è divisibile in scapus e scapulus, la prima con una cuticola, a volte incrostata di sabbia, così come il disco del pedale. Ectoderma di scapus che mostra una tendenza alla riduzione in determinati luoghi. Sfintere mesogloeale, lungo. Tentacoli poco numerosi, disposti a gruppi di sei, piuttosto deboli, capaci di involuzione. Sifonoglifi indistinti. Solo otto mesenteri, perfetti, fertili, con filamenti. Aconzio presente contenente solo nematocisti basitrici. Aconzio e divaricatori circoscritti pinnati.  Mesenteri più numerosi solo nella parte prossimale del corpo. Muscoli parietobasilari larghi ma deboli, la loro parte più interna forma una piega sui macrocnemi. Cnidomi: spirocisti, basitrici, p-mastigofori microbasici.

## Tassonomia
Secondo il World Register of Marine Species (WORMS), il genere risulta composto dalle seguenti specie:
- Octineon chilense  Carlgren, 1959
- Octineon lindahli   (Carpenter in Carpenter & Jeffreys, 1871)
- Octineon suecicum  Carlgren, 1940